# J. Paul Boehmer
J. Paul Boehmer (ur. 30 października 1965) – amerykański aktor.
Grał w serialach takich jak: Star Trek: Stacja kosmiczna, Star Trek: Voyager, Star Trek: Enterprise, Afera Thomasa Crowna, Dobry Niemiec, a w 2011 zagrał też w serialu Ja w kapeli.
Role w grach: Star Trek: Klingon Academy i Star Trek: Bridge Commander.